# Quino
Quino, właśc. Joaquín Salvador Lavado Tejón (ur. 17 lipca 1932 w Mendozie, zm. 30 września 2020 w Luján de Cuyo) – argentyński rysownik, twórca serii komiksów o Mafaldzie.

## Życiorys
Urodził się 17 lipca 1932 roku w Mendozie, w rodzinie andaluzyjskich imigrantów. Rodzice od początku wołali na niego Quino, żeby odróżnić go od wuja – rysownika Joaquína Tejóna, który zaszczepił w nim upodobanie do rysowania. W 1945 roku, po śmierci matki, Quino rozpoczął studia na Akademii Sztuk Pięknych w Mendozie. W wieku 16 lat stracił ojca, a rok później porzucił szkołę z zamiarem tworzenia humorystycznych rysunków. Niedługo potem udało mu się sprzedać pierwszy rysunek – reklamę sklepu z jedwabiem. Starał się wtedy również o pracę w którymś ze stołecznych wydawnictw, jednak próby te kończyły się niepowodzeniem.
W 1954 roku, po odbyciu służby wojskowej, osiadł w Buenos Aires. Wiódł tam bardzo ubogie życie.
Ostatecznie udało mu się opublikować pierwszy rysunek w tygodniku „Esto Es” i począwszy od tego momentu jego prace ukazywały się w wielu innych pismach: „Leoplán”, „TV Guía”, „Vea y Lea”, „Damas y Damitas”, „Usted”, „Panorama”, „Adán”, „Atlántida”, „Che”, „Democracia” (dziennik). W 1954 roku zaczął regularnie rysowanie dla „Rico Tipo”, „Tía Vicenta” i „Dr Merengue”. Tworzył też rysunki reklamowe.
W 1963 roku opublikowano pierwszy zbiór rysunków zatytułowany Mundo Quino. Jego kariera zaczęła wówczas przyspieszać. W 1964 roku dostał zlecenie stworzenia rysunków reklamujących sprzęt AGD firmy Mansfield. Imiona postaci występujących w reklamie miały się zaczynać na sylabę „ma”. W ten sposób powstała postać Mafaldy. Reklama nie została ostatecznie opublikowana, jednak „Leoplán” wydrukował pierwszą scenkę z Mafaldą w roli głównej. Niedługo potem Mafalda zaczęła się regularnie ukazywać w tygodniku Primera Plana oraz w piśmie El Mundo (1965–67). W 1966 roku wydano pierwszy komiks grupujący powstałe dotychczas rysunki Quino. Wkrótce potem Mafalda zdobyła popularność we Włoszech, Hiszpanii (cenzura przykleja jej etykietkę „dla dorosłych”), Portugalii i innych krajach.
25 czerwca 1973 Quino ostatecznie pożegnał się z Mafaldą, bo, jak sam stwierdził, skończyły mu się pomysły. Przeprowadził się do Mediolanu, gdzie nadal regularnie rysował.

## Tematyka dzieł
Bohaterowie rysunków Quino to zazwyczaj zwykli śmiertelnicy, co nie znaczy, że od czasu do czasu nie będą się pojawiały scenki surrealistyczne czy alegoryczne (np. policjant wkładający valium do otwartych ust manifestantów), karykaturalne reakcje i postacie.
Mimo że tematy poruszane przez Quino dotyczą zazwyczaj ważkich kwestii, a dialogi zajadle komentują otaczającą rzeczywistość, to bohaterowie Mafaldy wciąż mogą być postrzegani jak prawdziwe dzieci i ich rodzice, a nie jak dorośli zamknięci w dziecięcych kształtach (dlatego bliżej jest Mafaldzie do Calvina i Hobbesa niż do Fistaszków).
Humor Quino jest charakterystycznie gorzki, momentami nawet cyniczny. Eksponuje nędzę i absurd ludzkiego istnienia, bez względu na klasę społeczną. Demaskuje biurokrację, głupotę autorytetów, bezsilność instytucji (ONZ), ludzką krótkowzroczność. Nierzadko sprowadza do absurdu zwyczajne, dobrze znane sytuacje.
Pomimo pesymistycznej strony tej twórczości, historie Quino pełne są humoru i sympatii dla ofiar świata, w którym przyszło nam żyć (urzędnicy, dzieci, kobiety, artyści) oczywiście z domieszką niezbędnej ironii. Nawet w stosunku do karykaturalnych postaci bezwzględnych szefów i nieczułych biurokratów pojawia się uśmiech politowania, jako że są oni ofiarami własnego zaślepienia i głupoty.
Punkt widzenia Quino może być postrzegany jako produkt przemian zachodzących w Argentynie na przestrzeni ostatnich czterdziestu lat. Ta swoista mieszanka pesymizmu i humanizmu jest prawdopodobnie jedną z przyczyn jego ogromnego sukcesu w krajach Europy i Ameryki Łacińskiej.

## Nagrody i odznaczenia
Quino zdobył wiele międzynarodowych nagród. W 1982 roku został wybrany Rysownikiem Roku przez kolegów po fachu z całego świata. Dwa razy otrzymał Platynową Nagrodę Konex w dziedzinie sztuk wizualnych. Organizacja B’nai B’rith przyznała mu odznaczenie za promowanie praw człowieka. W 2000 roku zdobył drugą nagrodę Quevedos (latynoamerykański konkurs na najlepsze rysunki humorystyczne), a sześć lat później odebrał tytuł Doktora Honoris Causa Uniwersytetu w Córdobie (Argentyna).

## Lista dzieł
Mafalda
- 1970: Mafalda 1
- 1970: Mafalda 2
- 1970: Mafalda 3
- 1970: Mafalda 4
- 1970: Mafalda 5
- 1970: Mafalda 6
- 1971: Mafalda 7
- 1972: Mafalda 8
- 1973:Mafalda 9
- 1974:Mafalda 10
- 1988:Mafalda Inédita (Inedit Mafalda)
- 1991: 10 años con Mafalda (10 years with Mafalda)
- 1993: Toda Mafalda (All Mafalda)

W Polsce w 1985 roku w cyklu Literatura na Świecie dla dzieci i młodzieży ukazała się kompilacja Mafalda z rysunkami przerysowanymi, a nie oryginalnymi. W 2020 roku Wydawnictwo „Nasza Księgarnia” wydało w dwóch tomach komplet pasków z Mafaldą.
Pozostałe wydawnictwa
- 1963: Mundo Quino (Quino World)
- 1972: ¡A mí no me grite! (Do not yell to me!)
- 1973: Yo que usted... (If I were you…)
- 1976: Bien gracias, ¿y usted? (Well thank you, and you?)
- 1977: Hombres de Bolsillo (Pocket men)
- 1980: A la buena mesa (To good food)
- 1981: Ni arte ni parte (Neither art nor part)
- 1983: Déjenme Inventar (Let me Invent)
- 1985: Quinoterapia (Quinotherapy)
- 1986: Gente en su sitio (People in their place)
- 1987: Sí, Cariño (Yes, Dear)
- 1989: Potentes, prepotentes e impotentes (Powerful, arrogant and powerless)
- 1991: Humano se nace (Human is born)
- 1994: ¡Yo no fui! (I wasn't)
- 1996: ¡Qué mala es la gente! (How bad are people!)
- 1999: ¡Cuánta bondad! (Much goodness!)
- 2002: Esto no es todo (This is not all)
- 2005: ¡Qué presente impresentable! (¡What impresentable present!)
- 2007: La Aventura de Comer (The Adventure of Eating)